# Кнопф, Михаил Платонович
Михаил Платонович Кнопф (1846 — 8 июня 1910, Ярославль) — русский архитектор. Работал в городах Владимир, Ярославль.

## Биография
Родился в дворянской семье, предками были выходцы из Швеции. Получил образование в Императорском Гатчинском Николаевском сиротском институте, в 1863 году поступил на службу.
С 1869 года жил и работал во Владимире, занял должность губернского секретаря. В 1869 году подал прошение и уволился со службы. Работал в фотографии Н. Г. Мейера, в 1871 году открыл собственную фотостудию, работал успешно, пользовался славой первого владимирского портретиста…
С 1870 по 1900 год работал техником при городской управе по строительной и дорожной части. С 1891 года состоял действительный членом губернского статистического комитета, с 1897 по 1900 год, по совместительству — архитектор при благотворительных заведениях губернского земства и техник по надзору за дорожными сооружениями Владимирского уезда (до 1899).
Преподавал рисование в Мальцовском ремесленном училище (1891—1895).
Дом Кнопфа стоял на Большой Нижегородской улице (на месте правой части современного д. 1а).
В 1904 году переехал в Ярославль, где открыл собственную строительную контору, принимавшую заказы на проведение работ в Ярославской, Владимирской и Костромской губерниях. Организовывал художественные выставки, на которых выставлял свои работы. Дом Кнопфа в Ярославле на улице Терешковой, 14б, объявлен памятником архитектуры.
Скончался после тяжёлой болезни. Похоронен на Леонтьевском кладбище.

## Известные работы
Городская управа (1884)

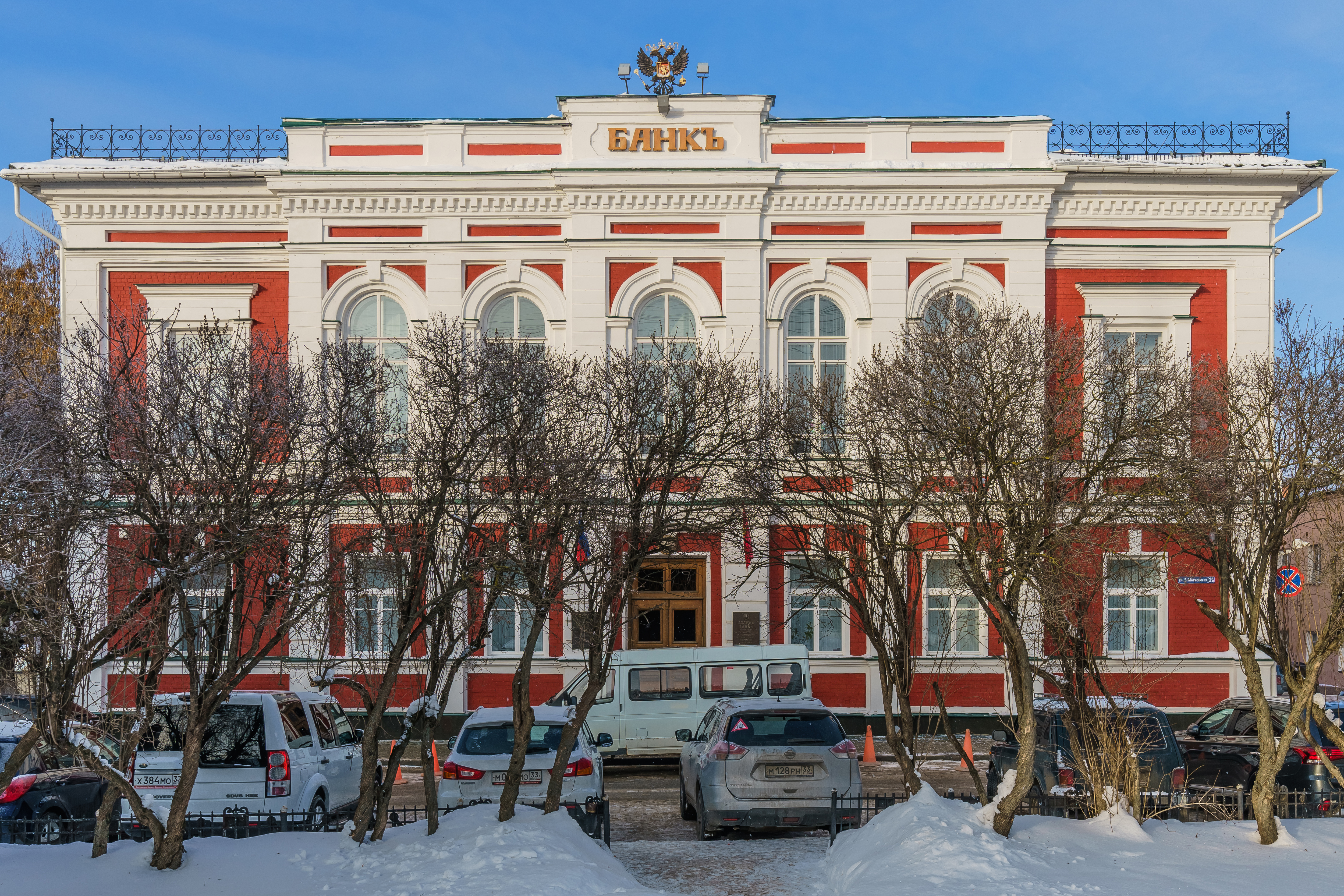
Владимир. Госбанк

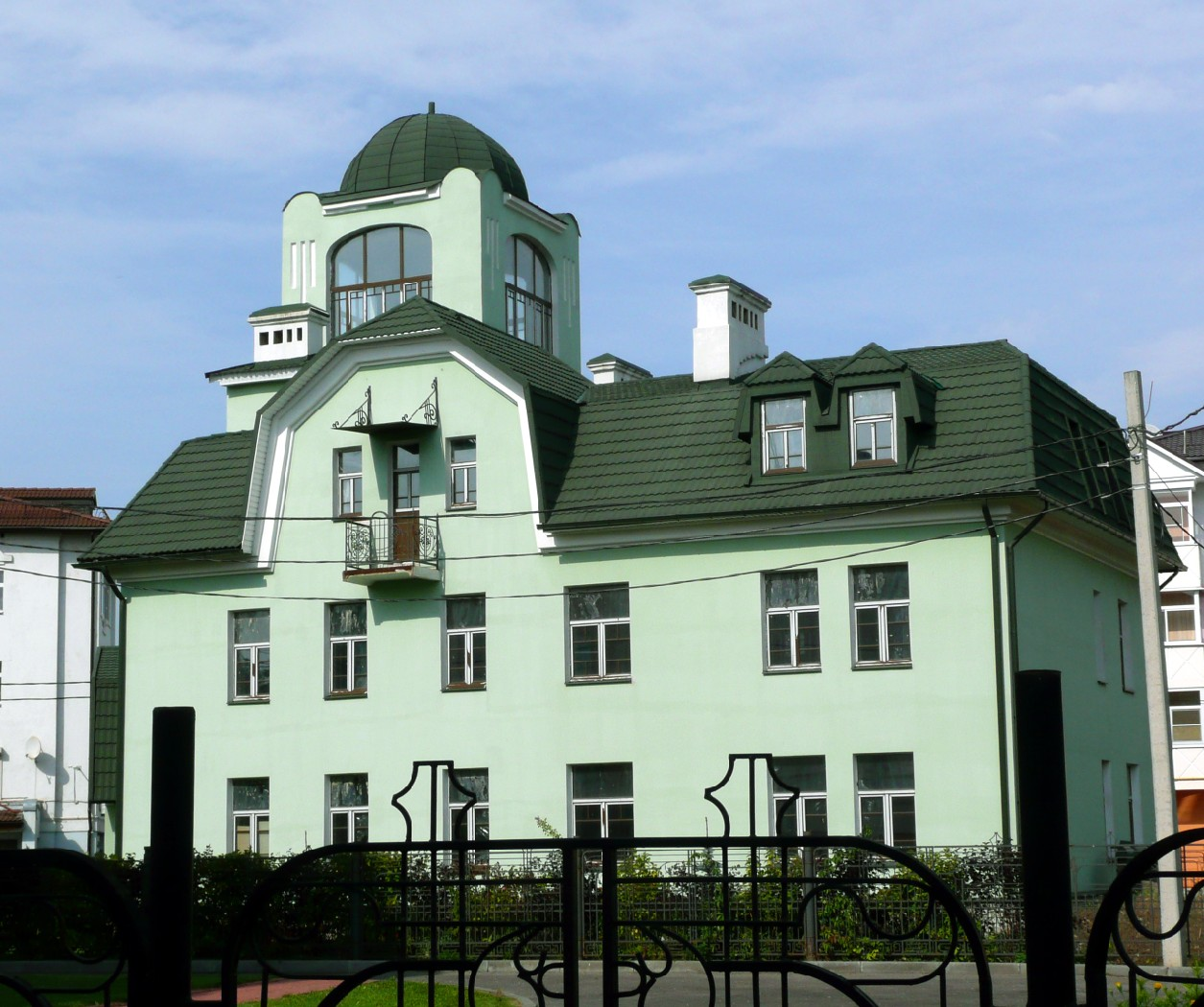
Ярославль. Дом Кнопфа

Корпус Владимирской духовной семинарии (1888)

Богадельня (1890, Нижегородская ул., 71)

госбанк на Соборной площади (1900)

Приют для слепых детей (1900, Владимир, улица Стрелецкая, 42)
Жилые дома

Собственный дом в Ярославле (1905, улица Терешковой, 14б)